# Allan Nørregaard
Allan Nørregaard, född den 19 mars 1981 i Kolding i Danmark, är en dansk seglare.
Han tog OS-brons i 49er i samband med de olympiska seglingstävlingarna 2012 i London.